# Тбиси
Тбиси (груз. ტბისი) — село в Грузии, на территории Тетрицкаройского муниципалитета края (мхаре) Квемо-Картли.

## География
Село находится в юго-восточной части Грузии, на левом берегу реки Алгети, на расстоянии приблизительно 6 километров (по прямой) к северо-востоку от города Тетри-Цкаро, административного центра муниципалитета. Абсолютная высота — 742 метра над уровнем моря.

## Население
По результатам официальной переписи населения 2014 года в Тбиси проживало 60 человек (36 мужчин и 24 женщины). В национальной структуре населения грузины составляли 98,3 %.
| Год  | Население, человек |
| ---- | ------------------ |
| 2002 | 91                 |
| 2014 | ↘ 60               |